# نينازو
نينازو في الميثولوجيا السومرية، هو إله العالم السفلي والشفاء. وهو ابن إنليل ونينليل، أو في التقاليد البديلة، لإريشكيجال وغوغالانا، وكان والد نينجيسزيدا. في النص كان إنكي ونينهارساج يوصف بأنه قرين نينسوتو، أحد الآلهة التي ولدت لتخفيف مرض إنكي.
كان نينازو الإله الراعي لمدينة إشنونة إلى أن حل محله تيسباك. كانت مقدساته هي إي-سيكول وإي-كورما. على عكس قريبه نيرجال، كان محبوبًا بشكل عام.

## وصلات خارجية
- الآلهة والآلهات القديمة في بلاد ما بين النهرين: نينازو (الله)
- GatewaystoBabylon.com